# Жильбер-Леконт, Роже
Роже Жильбер-Леконт (фр. Roger Gilbert-Lecomte; 18 мая 1907, Реймс — 31 декабря 1943, Париж) — французский поэт-авангардист и писатель. Вместе с Рене Домалем, Роже Вайяном и Йозефом Шимой основал литературную группу «Большая игра», а также одноимённый журнал. В результате тяжёлой зависимости от алкоголя и наркотиков умер от столбняка в возрасте 36 лет в оккупированном Париже.

## Произведения
- Le Grand Jeu (выпуски № 1, 2 и 3)
- Жизнь Любовь Смерть Пустота и Ветер (La Vie, l’Amour, la Mort, Le Vide et le Vent, Editions des Cahiers libres, 1933)
- Чёрное зеркало (Le Miroir noir, Editions Sagesse, Librairie Tschann, 1937)
- Testament, Gallimard, 1955, coll. Métamorphoses.
- Monsieur Morphée empoisonneur public, Montpellier, Fata Morgana, 1966.
- Arthur Rimbaud (1971)
- Correspondance (1971)
- Tétanos mystique (1972)
- L’Horrible Révélation… la seule (1973)
- Œuvres complètes, 2 tomes (1974—1977)
- Caves en plein ciel (1977)
- Neuf haï kaï (1977)
- Poèmes et chroniques retrouvés (1982)
- Lettres à Benjamin Fondane (1985)
- Mes chers petits éternels (1992)
- Joseph Sima (2000)